# Johnius novaehollandiae
 Johnius novaehollandiae és una espècie de peix de la família dels esciènids i de l'ordre dels perciformes.

## Hàbitat
És un peix marí, de clima subtropical i demersal.

## Distribució geogràfica
Es troba a Nova Gal·les del Sud (Austràlia).

## Observacions
És inofensiu per als humans.